# بخش مرکزی شهرستان لاهیجان
بخش مرکزی شهرستان لاهیجان یکی از بخش‌های شهرستان لاهیجان در استان گیلان در شمال ایران است.

## تقسیمات کشوری
- بخش مرکزی شهرستان لاهیجان:
  - دهستان آهندان
  - دهستان لفمجان
  - دهستان لیالستان
  - دهستان لیل

شهر: لاهیجان

## جمعیت
بنابر سرشماری مرکز آمار ایران، جمعیت بخش مرکزی شهرستان لاهیجان در سال ۱۳۸۵ برابر با ۱۳۱۶۸۷ نفر بوده است.